# Хилтън София
„Хилтън София“ е петзвезден хотел в София от международната хотелска верига „Хилтън“. Открит е през 2001 г.
Изграден е по проект на парижкото ателие „Рикардо Бофил“ и българските архитекти Лозан Лозанов и Атанас Панов. Строежът на хотела струва 46,7 млн. долара.
Има 245 стаи на 8 етажа, 17 апартамента, 7 конферентни зали, бална зала за 240 души, бар, 2 ресторанта, закрит плувен басейн, фитнес зала.

Първоначалните 4 собственици – „Сибекс“ (Франция), „Хилтън интернешънъл“, „Главболгарстрой“ и Столичната община, го продават през 2005 г. на ирландската „Куинс Груп“, която през 2013 г. търси нов собственик.